# Akiyoshi Sakai
Akiyoshi Sakai (酒井あきよし?, Sakai Akiyoshi; Prefettura di Kumamoto, 23 ottobre 1942) è uno sceneggiatore di anime giapponese.

## Biografia
Sakai si è laureato presso la facoltà di lettere all'università Meiji di Tokyo e terminati gli studi collaborò nel 1966 alla produzione dell'anime Sally la maga, venendo poi assunto presso lo studio d'animazione che creò tale serie, ovvero Tatsunoko Production, in qualità di sceneggiatore e responsabile della progettazione. Sakai co-sceneggiò diversi anime di successo presso tale azienda: Gatchaman, la battaglia dei pianeti del 1972, Kyashan il ragazzo androide del 1973, Hurricane Polimar del 1974, Tekkaman del 1975 e Godam del 1976.
Alla fine del 1977 Sakai lasciò la Tatsunoko e iniziò a operare come libero professionista. Nel 1978 creò la serie Daikengo, il guardiano dello spazio, assieme a Jinzo Toriumi e Satoshi Suyama. Nello stesso anno collaborò ad un'altra serie: Lilli un guaio tira l'altro, creata da Gō Nagai. L'anno dopo Sakai lavorò per la Toei Animation nello scrivere la sceneggiatura di Cyborg 009, assieme ad un nutrito cast cast di sceneggiatori fra i quali Masaki Tsuji e Sōji Yoshikawa. Nel 1980 Sakai creò forse il suo capolavoro, Baldios - Il guerriero dello spazio. Questa serie, non originalissima per trama e mecha, presenta però un finale a sorpresa che la rende unica. Nonostante ciò, il progetto iniziale di 39 episodi non fu mai completato e lo stesso Sakai, con lo staff della Ashi Productions realizzò un film di Baldios nel 1981. Nello stesso periodo l'autore lavorò anche per la Sunrise, in particolare alla stesura della sceneggiatura di Golion di Saburō Yatsude, del 1982. Altro anime al quale contribuì Sakai fu Arbegas, per il quale fu sceneggiatore e compose anche la sigla d'apertura, prodotto l'anno successivo, nel 1983.

## Opere
- Sally la maga, serie TV, 1966 (Toei Animation), sceneggiatore
- Ugo il re del judo, serie tV, 1970 (Tatsunoko), planning
- Gatchaman, la battaglia dei pianeti, serie tV, 1972 (Tatsunoko), sceneggiatore
- La banda dei ranocchi, serie TV, 1973 (Tatsunoko), sceneggiatore
- Kyashan il ragazzo androide, serie TV, 1973 (Tatsunoko), sceneggiatore (ep. 3, 13, 14, 15, 21, 31, 33)
- Hurricane Polymar, serie TV, 1974 (Tatsunoko), sceneggiatore
- Coccinella, serie TV, 1974 (Tatsunoko), planning
- Tekkaman, serie TV, 1975 (Tatsunoko), sceneggiatore
- Godam, serie TV, 1976 (Tatsunoko), soggetto e trama
- Yattaman, serie TV, 1977 (Tatsunoko), sceneggiatore
- Yattaman, film, 1977 (Tatsunoko), sceneggiatore
- Daikengo, il guardiano dello spazio, serie TV, 1978 (Toei Animation), autore
- Lilli un guaio tira l'altro, serie TV, 1978 (Toei Animation/NeoMedia/Sunrise), sceneggiatore
- Belfy e Lillibit, serie TV, 1980 (Tatsunoko), sceneggiatore
- Cyborg 009, serie TV, 1979
- Baldios - Il guerriero dello spazio, serie TV, 1980, autore e sceneggiatore
- Baldios - Il guerriero dello spazio, film, 1981, autore e sceneggiatore
- Golion, serie TV, 1981 (Toei Animation), scenario
- Superbook, serie TV, 1981-82 (Tatsunoko), sceneggiatore
- Ransie la strega, serie TV, 1982, sceneggiatore
- Arbegas, serie TV, 1983, sceneggiatore e composizione sigla iniziale
- Juny peperina inventatutto, serie TV, 1985, sceneggiatore
- Sally la maga, film, 1990, sceneggiatore
- Pollicina, serie TV, 1992, composizione della serie